# أرنولد جاكوبس (موسيقي)
أرنولد جاكوبس (بالإنجليزية: Arnold Jacobs)‏ هو موسيقي أمريكي، ولد في 11 يونيو 1915 في فيلادلفيا في الولايات المتحدة، وتوفي في 7 أكتوبر 1998 في شيكاغو في الولايات المتحدة.

## وصلات خارجية
- أرنولد جاكوبس على موقع ميوزك برينز (الإنجليزية)
- أرنولد جاكوبس على موقع أول ميوزيك (الإنجليزية)
- أرنولد جاكوبس على موقع ديسكوغز (الإنجليزية)